# Заменгоф, Александр Маркович
Александр Маркович Заменгоф (эсп. Aleksandro Zamenhof, использовал псевдонимы AZO и A. Z., 12 ноября 1877, Варшава, Царство Польское, Российская империя — 18 июля 1916, Двинск, Витебская губерния) — российско-польский врач и эсперантист еврейского происхождения, брат Л. Л. Заменгофа.

## Биография
Родился в семье преподавателя реального училища М. Заменгофа, был самым младшим братом создателя эсперанто Л. Заменгофа, с которым был в очень тёплых отношениях. С детства изучил эсперанто и принимал активное участие в международном движении эсперантистов. По образованию врач, служил в российской армии, дослужился до звания полковника, погиб в 1916 под Двинском.